# Micromia infantilis
Micromia infantilis là một loài bướm đêm trong họ Geometridae.